# Von Trapp

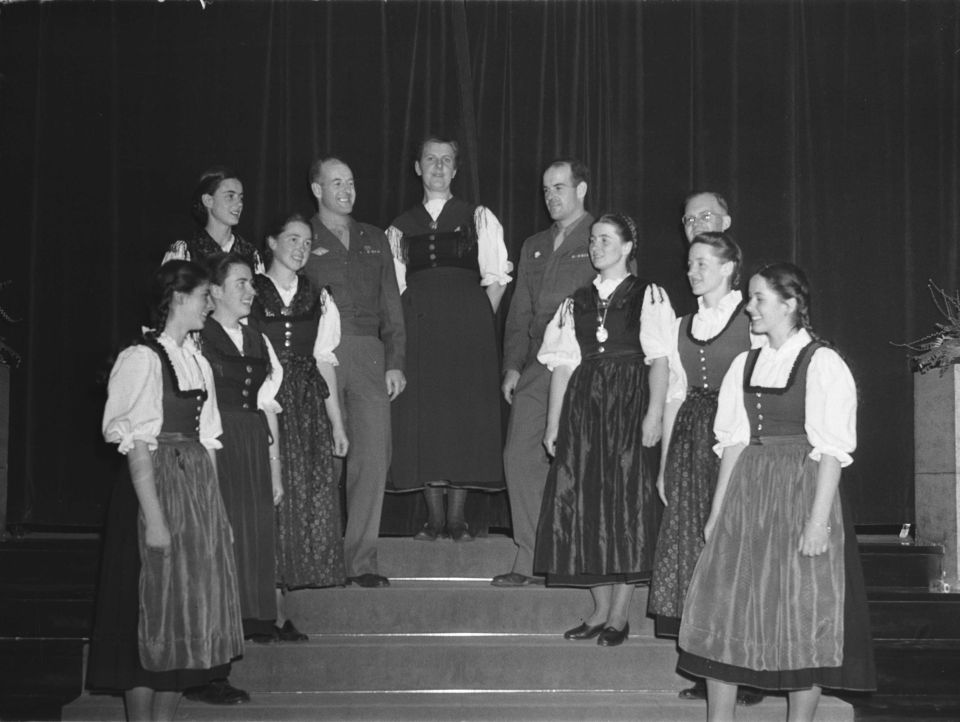
I von Trapp riuniti nel 1946

I von Trapp (spesso anche solamente Trapp) sono una famiglia statunitense di origine austriaca, nota per i numerosi cantanti che ne hanno fatto parte. È il soggetto del romanzo La famiglia Trapp e del musical da esso tratto The Sound of Music.

## Storia
Durante la prima guerra mondiale Georg Ludwig von Trapp era stato capitano di corvetta della marina austro-ungarica, ottenendo poi la cittadinanza italiana essendo originario di Zara. Sposato in prime nozze con Agathe Whitehead, nel 1922 rimase vedovo, risposandosi poi nel 1927 con Maria Kutschera, inizialmente governante della figlia Agathe, avendo complessivamente da entrambi i matrimoni dieci figli.
Dapprima residenti a Pola, dopo la morte di Agathe Whitehead per la scarlattina i Trapp si trasferirono a Salisburgo. Maria Kutschera, novizia presso un monastero, giunse per assistere Georg nell'educazione dei figli, e quando egli si innamorò di lei e le propose di sposarlo, ottenne la dispensa dai propri voti e si unì in matrimonio. I membri della famiglia coltivavano la passione per il canto, che durante gli anni 1930 divenne una vera e propria professione, anche a causa della grande depressione che aveva loro fatto perdere gran parte dei propri averi. Divenuti famosi in Austria per le loro esibizioni di musica corale, abbandonarono la propria patria a seguito dell'avvento del nazismo dovuto all'annessione del Paese alla Germania di Hitler, stabilendosi dapprima in Italia e poi nei Paesi Bassi e nel Regno Unito. Le autorità naziste avevano provato a blandire Georg promettendo a lui un nuovo comando navale e al primogenito Rupert von Trapp una proficua carriera in medicina, e Adolf Hitler stesso aveva chiesto che la famiglia cantasse alla sua festa di compleanno, ma senza successo.
All'inizio degli anni 1940 i von Trapp si recarono in tour negli Stati Uniti d'America, e per lo scoppio della seconda guerra mondiale decisero di stabilirvisi definitivamente, acquistando una vasta tenuta a Stowe in Vermont, da allora di loro proprietà. Inizialmente ebbero problemi con le procedure di immigrazione, tanto che dopo un primo soggiorno nel 1939 avevano dovuto forzosamente lasciare gli Stati Uniti per alcuni mesi andando in tour in Scandinavia, venendo poi trattenuti per alcuni giorni al loro ritorno l'anno successivo. Nel 1948 i von Trapp ottennero tutti la cittadinanza statunitense. Nel 1947 morì Georg, seguito nel 1951 dalla figlia Martina, deceduta in seguito a un parto travagliato.
Negli Stati Uniti i von Trapp continuarono la loro carriera musicale fino al 1957, ottenendo enorme successo anche con un libro autobiografico, La famiglia Trapp, scritto da Maria Kutschera (1949), nel frattempo diventata la capofamiglia dopo la morte di Georg, e infine col musical The Sound of Music tratto dalla stessa opera (1959). Nonostante il successo ottenuto, la pellicola presentava diverse inesattezze sulla composizione e sulla carriera dei von Trapp, dovute principalmente alla totale cessione dei diritti che Maria aveva operato trattando coi produttori cinematografici, motivo per cui la famiglia non trasse grande profitto dalla pellicola.
Dopo la fine della carriera musicale, alcuni dei von Trapp continuarono a gestire la tenuta di Stowe, trasformandola in un'attrazione turistica aperta al pubblico con annesso albergo. Gestita nel XXI secolo da Johannes von Trapp e dal figlio Sam, alla tenuta si è aggiunto un birrificio che porta il nome familiare.

## Membri
- Georg Ludwig von Trapp (1880-1947)

sposa in prime nozze Agathe Whitehead (1891-1922):
- Rupert von Trapp (1911-1992)
- Agathe von Trapp (1913-2010)
- Maria Franziska von Trapp (1914-2014)
- Werner von Trapp (1915-2007)
- Hedwig von Trapp (1917-1972)
- Johanna von Trapp (1919-1994)
- Martina von Trapp (1921-1951)

sposa in seconde nozze Maria Kutschera (1905-1987):
- Rosemarie von Trapp (1929-2022)
- Eleonore von Trapp (1931-2021)
- Johannes von Trapp (1939)